# Układ nadokreślony
Układem nadokreślonym nazywamy taki układ równań, w którym liczba liniowo niezależnych równań jest większa od wymiaru przestrzeni (liczby niewiadomych). Przykładowym układem nadokreślonym jest:
{\displaystyle {\begin{cases}x+1=2\\2x+1=3\\3x+1=5\end{cases}}}